# Helsingborgs Stads Förvaltning
Helsingborgs Stads Förvaltning AB är ett svenskt förvaltningsbolag som agerar moderbolag för de verksamheter som Helsingborgs kommun har valt att driva i aktiebolagsform. Bolaget ägs helt av kommunen.

## Bolag
Källa: 
- Helsingborg Arena och Scen AB (100%)
- Helsingborgs Hamn Aktiebolag (100%)
- Helsingborgs Stads Fastighets Holding AB (100%)
  - Asien 21 AB (100%)
  - Helsingborgs stads parkeringsaktiebolag (100%)
  - Idemax AB (100%)
  - Kuriren 2 AB (100%)
  - Kuriren 6 AB (100%)
  - Lummern 4 AB (100%)
  - Sobeln 28 AB (100%)
  - Tegskiftet 2 AB (100%)
  - Vårdfastigheter i Helsingborg Aktiebolag (100%)
- Helsingborgs Stads Förvaltning Utveckling 9 AB (100%)
- Helsingborgshem AB (100%)
  - Helsingborgshem Förvaltning Fyra AB (100%)
    - Helsingborgshem Fyra AB (100%)

  - Helsingborgshem Förvaltning Tre AB (100%)
    - Helsingborgshem Ett AB (100%)
    - Helsingborgshem Två AB (100%)
    - Helsingborgshem Tre AB (100%)

  - Helsingborgshem Förvaltning Två AB (100%)
  - Helsingborgshem Komplement AB (100%)
- Nordvästra Skånes Renhållnings Aktiebolag (NSR) (52%)
  - Liquidgas Biofuel Genesis AB (33%)
  - NSR Biogas AB (100%)
- Nöjesparken Sundspärlan AB (40% + 3% som ägs av Helsingborgshem AB)
- Öresundskraft AB (100%)
  - Bjuvs Stadsnät AB (15%)
  - Evereg AB (33%)
  - Gito Heavy Solutions AB (33%)
  - Mer Sweden AB (49%)
  - Modity Energy Trading AB (50%)
  - Pingday AB (100%)
  - Utvecklingsklustret Energi AB (20%)
    - Bright Energy AB (15%)
    - Emulate Energy AB (11%)
    - Power 2 U Sweden AB (100%)

  - Öresundskraft Företagsmarknad AB (100%)
  - Öresundskraft Kraft & Värme Aktiebolag (100%)
  - Öresundskraft Marknad AB (100%)